# Яворский, Тарас Ярославович
Тара́с Яросла́вович Яво́рский (укр. Тарас Ярославович Яворський; 9 июня 1989, Львов, СССР) — украинский футболист, полузащитник.

## Карьера
Воспитанник львовского футбола. Первый тренер Тарас Ткачик и Андрей Каримов. С 2002 года по 2006 год выступал в ДЮФЛ за львовские «Карпаты». В 2006 году попал в «Карпаты-2». В команде провёл 57 матчей и забил 9 голов, также провёл 11 матчей за дубль «Карпат» в молодёжном первенстве.
Летом 2008 года перешёл в ФК «Львов». В основном составе провёл всего 1 матч 28 февраля 2009 года в гостевом поединке против днепропетровского «Днепра» (1:1), Яворский вышел на 87-й минуте вместо Анатолия Кицуты. В основном выступал за дубль, где сыграл 26 матчей и забил 9 мячей. По итогам сезона 2008/09 «Львов» покинул высший дивизион.